# Altica tamaricis
Altica tamaricis är en skalbaggsart som beskrevs av Franz Paula von Schrank 1785. Altica tamaricis ingår i släktet Altica, och familjen bladbaggar. Arten är reproducerande i Sverige.